# Důl Svatá Anna
Důl Svatá Anna byl černouhelný hlubinný důl ve Slezské Ostravě severovýchodně od dolu Jan Maria. Patřil mezi doly hraběte Wilczka.

## Historie

### Kutací práce
V roce 1843 byla založena vrchnostenská kutací jáma č. I. Na základě doloženého nálezu uhelné sloje byly 4. března 1844 uděleny Stanislavu hraběti Wilczkovi (1792–1847) propůjčky tří důlních měr, které měly název svatá Anna.

### Historie Dolu Svatá Anna
Na místě původní jámy č. I založil v roce 1858 důl, který později byl přejmenován na Důl Svatá Anna, Johann Nepomuk Maria hrabě Wilczek (1837 – 1922), vlastník podniku Kamenouhelné doly jeho excelence hraběte Johanna Maria Wilczka. Jáma dolu byla rekonstruována jako víceúčelová. 11. dubna 1865 byla převedena pod správu dolu Jan Maria. V roce 1890 byla činnost dolu zastavena z důvodu malé výkonnosti a důlní pole sloučeno s důlním polem dolu Jan Maria. Jáma sv. Anna se stala jámou úvodní dolu Jan Maria. V roce 1945 byl důl Jan-Marie znárodněn, k 1. lednu 1946 začleněn do Ostravsko-karvinských dolů n.p., Ostrava, jako důlní závod. K 1. lednu 1954 byl organizačně připojen k dolu Zárubek. Po odtěžení zbytkových uhelných pilířů v ohradníku dolu Jan Maria byl v 1963 provoz dolu zastaven a jeho jámy likvidovány zásypem. Důl Svatá Anna byla likvidována v roce 1963 a jáma zasypána v roce 1964.

### Těžba
Kutací jáma v roce 1844 byla hluboká 60,6 m. Od roku 1852 byla hlubinnou jámou, její hloubka byla 177 m. V roce 1898 byla hloubka jámy 196 m a konečné hloubky dosáhla v roce 1928 při její rekonstrukci na jámu větrní.
Dobývaly se sloje porubských a jakloveckých vrstev ostravského souvrství z hloubky až 200 m. Uhlí bylo těženo ve slojích průměrné mocnosti 60 – 400 cm.

### Údaje o Dolu Svatá Anna
Údaje dle
| Název                    | Druh jámy             | Založení | hloubka jámy [m] | těžba       | vytěženo                           | likvidace | dobývací pole [ha] | poznámka        |
| ------------------------ | --------------------- | -------- | ---------------- | ----------- | ---------------------------------- | --------- | ------------------ | --------------- |
| Důl č. I, Důl Svatá Anna | kutací, těžní, větrní | 1844     | 198,0            | 1858 – 1890 | těžba nebyla vykazována samostatně | 1964      | 18                 | 1 jáma, 3 patra |